# Enciclopedie lituane

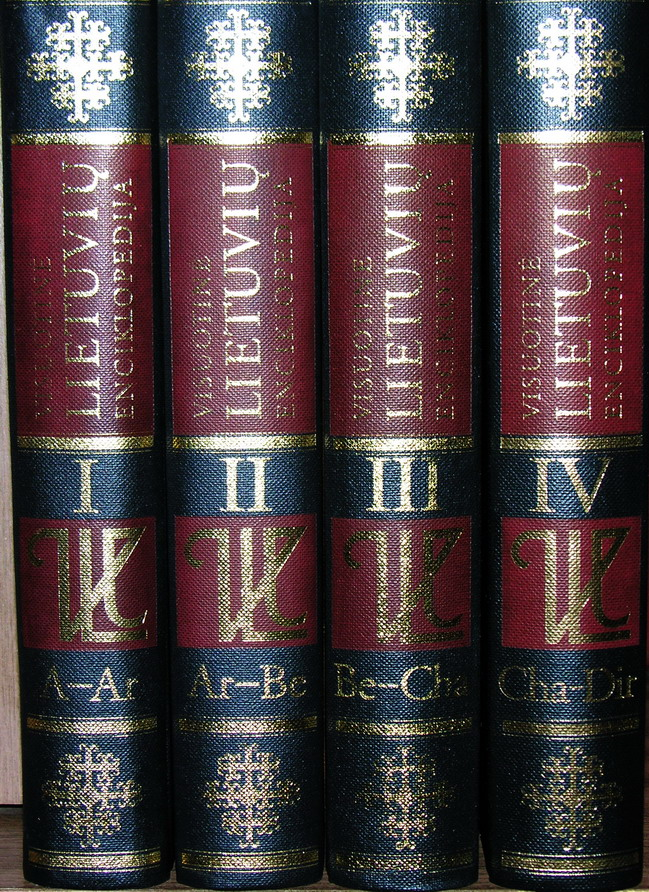
Volumi della Visuotinė lietuvių enciklopedija

Le enciclopedie lituane sono enciclopedie pubblicate in lingua lituana o riguardanti la Lituania e le sue caratteristiche. Il primo tentativo di creare un'opera di una mole simile di cui si ha notizia, risale al 1883: Jonas Jacevičius tentò, senza successo, di redigerla chiedendo l'autorizzazione allo zar Alessandro III durante il bando della stampa lituana intercorso dal 1865 al 1904. Diverse raccolte generali furono pubblicate nel XX secolo: la creazione della prima, iniziata negli anni Trenta, dunque durante il primo periodo di indipendenza lituana, fu interrotta dalla seconda guerra mondiale e non fu mai completata. Ne furono pubblicate poi due negli Stati Uniti, tre nella RSS Lituana e un'ultima, ovviamente più aggiornata, realizzata tra il 2001 e il 2015 della Lituania odierna. Il contenuto del 25º volume e la storia della realizzazione della Visuotinė lietuvių enciklopedija o VLE è stato reso disponibile anche online.

## Principali enciclopedie

### Lituania indipendente (1918–1944)

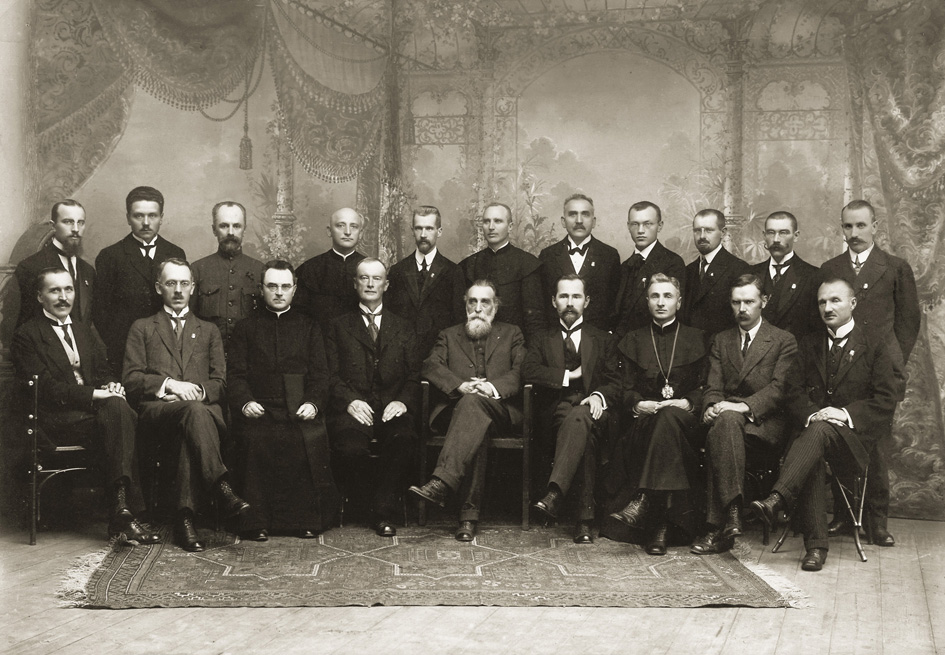
I 20 membri del consiglio di Lituania che sottoscrissero l'atto d'indipendenza del 1918

Il proposito di realizzare la prima ufficiale enciclopedia lituana, la Lietuviškoji enciklopedija, era sicuramente ambizioso e difficile da portare a termine. Nel 1910, Antanas Olšauskas, un cittadino lituano emigrato a Chicago, iniziò a metter su un team di persone che potesse aiutarlo nell'impresa, ma problemi economici e di gestione dell'attività editoriale lo portarono ad abbandonare il progetto nel 1912.
Terminata la Grande Guerra e nata la Lituania indipendente, furono intrapresi due tentativi nel 1924. Uno ad opera della casa editrice Švyturys, con l'idea di pubblicare un'enciclopedia generale, l'altro ad opera della casa editrice Kultūra di Šiauliai, con l'obiettivo di pubblicare un'enciclopedia che fosse dedicata alla Lituania e a tutti gli argomenti connessi allo Stato baltico. Anche queste ipotesi colarono a picco, visti gli eccessivi costi che ne derivavano.
Nel 1929, la Spaudos Fondas e la Lietuvių Katalikų Mokslo Akademija avviarono separatamente altri due progetti: alla fine, si accordano nel 1931 per cooperare e un primo opuscolo fu reso disponibile al pubblico nell'ottobre dello stesso anno. Vaclovas Biržiška fu nominato capo editore. Il percorso per la realizzazione dell'opera fu arduo, ma più opuscoli videro la luce negli anni successivi pure grazie ad inserti aggiunti a riviste scientifiche periodiche. In seguito, i primi dodici furono connessi tra loro per creare il primo volume: quest'ultimo fu pubblicato nel 1933 e conteneva circa 5.000 lemmi e 700 illustrazioni. A seguire, divennero disponibili altri 9 volumi fino alla lettera J: il decimo fu pubblicato nel 1944, quando l'Unione Sovietica rioccupò il Paese baltico e la stampa fu interrotta. Il progetto di questa enciclopedia non fu mai definitivamente portato a termine.

### Enciclopedie pubblicate da emigranti lituani

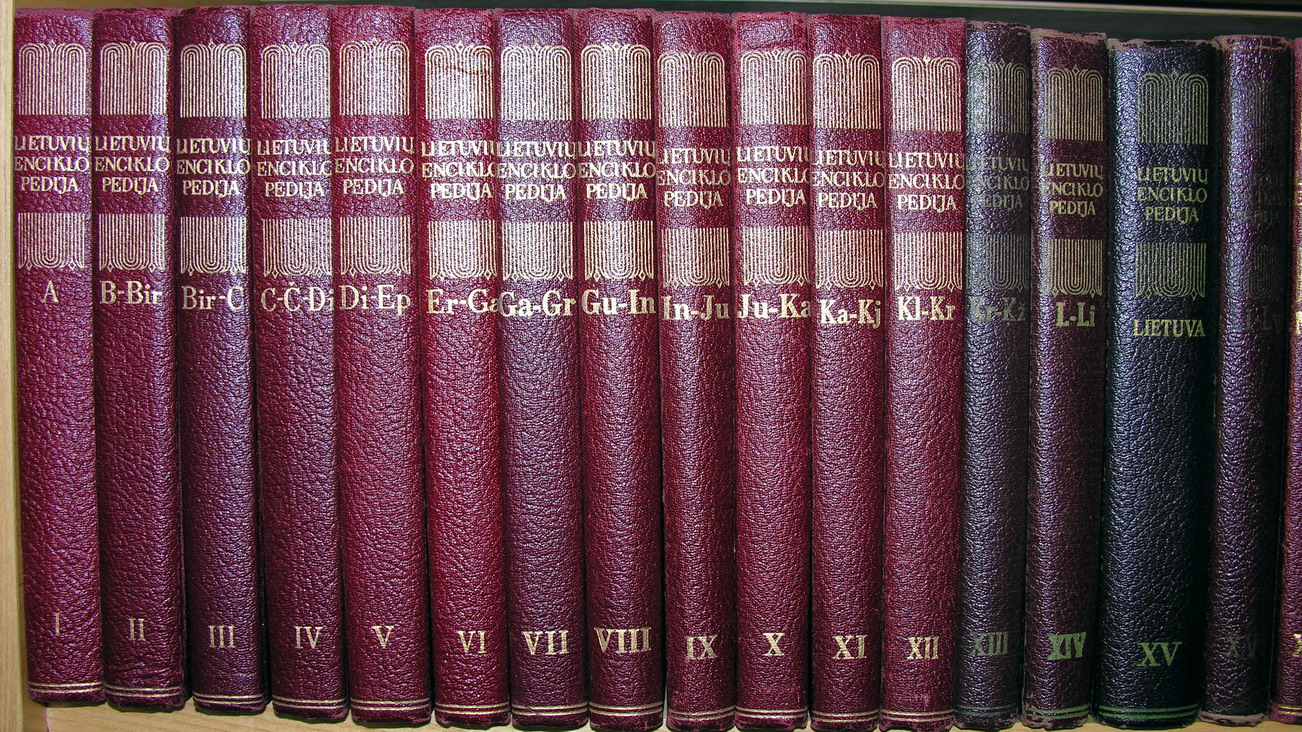
"Boston Encyclopedia" (Lietuvių enciklopedija)

L'idea di completare un'enciclopedia sulla Lituania, ritornò in auge negli Stati Uniti da parte degli emigranti lituani. Juozas Kapočius mise in piedi un team editoriale avendo come guida, ancora una volta, Vaclovas Biržiška. Tra il 1953 e il 1966, furono pubblicati i 35 volumi della Lietuvių enciklopedija (anche detta Boston Encyclopedia perché pubblicata a Boston) in lingua lituana. Due volumi aggiuntivi e aggiornati divennero disponibili al pubblico tra il 1969 e il 1985. Si tende a credere che negli USA si fossero ripresi i lavori avviati in patria decenni prima; in realtà, molti aggiornamenti e nuove valutazioni dovettero essere operati, per via del fatto che molto materiale era stato lasciato in Lituania e dunque non era più disponibile, soprattutto durante l'epoca della cortina di ferro.

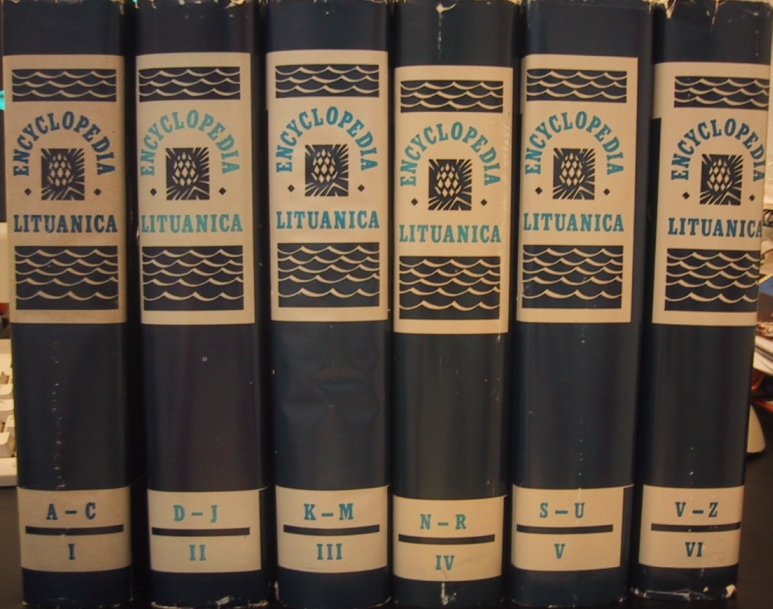
Sei volumi della Encyclopedia Lituanica

Tra il 1970 e il 1978, lo stesso gruppo suddetto pubblicò in sei volumi l'Encyclopedia Lituanica, realizzata in lingua inglese e comprendente voci sulla Lituania e strettamente connesse ad essa. Ad oggi rimane la più mastodontica opera realizzata in inglese sulla Lituania. Il nome si ispira ad altre raccolte, quali l'Encyclopædia Britannica e l'Encyclopedia Americana.

### RSS Lituana (1944–1990)
Nella RSS Lituana, i sovietici autorizzarono la stampa di tre volumi di una Sintetica Enciclopedia sulla Lituania (Mažoji lietuviškoji tarybinė enciklopedija) tra il 1966 e il 1971:  questo avvenne a seguito del completamento della Boston Encyclopedia. La raccolta trattava unicamente di argomenti connessi alla Lituania. La Lietuviškoji tarybinė enciklopedija o LTE fu pubblicata in 12 volumi (più uno aggiuntivo) tra il 1976 e il 1985. È spesso chiamata l'"Enciclopedia rossa" per via del colore delle sue copertine. Ad oggi, è ancora valida per argomenti scientifici, ma gli argomenti storici e sociali risultano distorti per conformarsi alla propaganda in Unione Sovietica (per esempio, si definiscono gli Stati occidentali come dittature borghesi). Grande enfasi fu riposta sul Marxismo-leninismo e sul Partito Comunista: al contrario, molti argomenti "scomodi" riguardanti la storia nazionale, quale il partigianato lituano, furono totalmente ignorati.

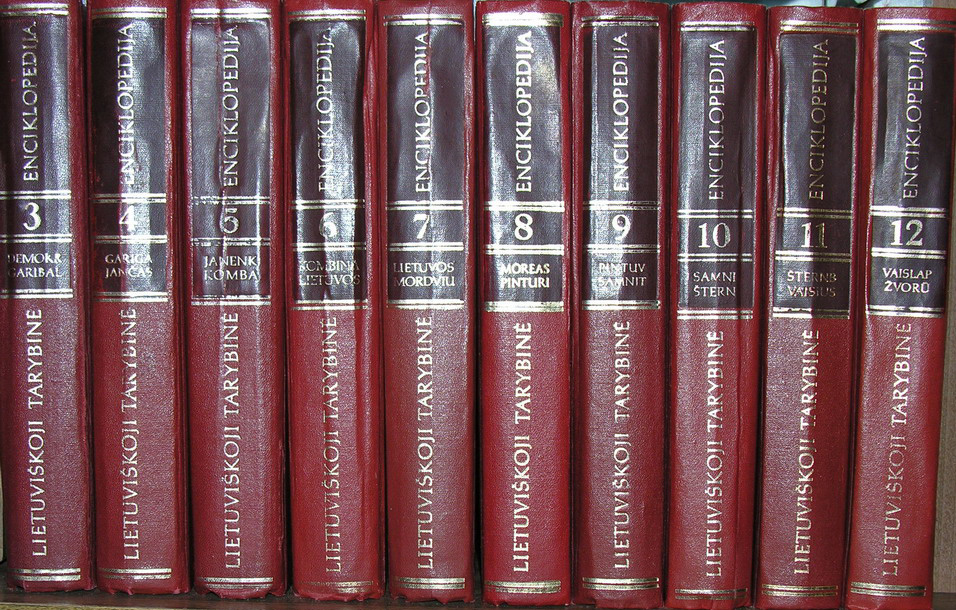
"Enciclopedia rossa" – Enciclopedia della Lituania sovietica (Lietuviškoji tarybinė enciklopedija)

Tra il 1985 e il 1988 vide la luce la Tarybų Lietuvos enciklopedia o TLE (Enciclopedia della Lituania Sovietica) in 4 volumi. Segue attentamente molte voci già annoverate nella LTE. L'ultimo volume di questa nuova raccolta segue una ventata di maggiore libertà d'espressione, nata durante il periodo della glasnost' in Russia e quando si è sviluppato attivamente il movimento Sąjūdis.

### Lituania indipendente (dopo il 1990)
Nel 2001, l'Istituto di Pubblicazione di Scienza ed Enciclopedie, con sede a Vilnius, avviò la pubblicazione del 25º volume della Visuotinė lietuvių enciklopedija, VLE. L'ultimo volume è stato pubblicato nel 2014, seguito da alcuni opuscoli suppletivi nel 2015. Nel complesso, si contano 3120 pagine, circa 25.120 illustrazioni e 656 mappe. Circa il 21% degli articoli si riferisce a situazioni censurate o ignorate in epoca sovietica. Nel 2017, il contenuto dell'enciclopedia è stata resa disponibile anche online.

## Elenco
Riassumendo, le principali enciclopedie generali in lingua lituana sono, in ordine cronologico:
- Boston Encyclopedia;
- Encyclopedia Lituanica;
- Lietuviškoji tarybinė enciklopedija (LTE);
- Tarybų Lietuvos enciklopedia (TLE);
- Visuotinė lietuvių enciklopedija (VLE).